# Serra Stella
Il monte Serra Stella, uno dei maggiori rilievi silani con i suoi 1813 m s.l.m., è situato a poche centinaia di metri in linea d'aria da Monte Scuro. In prossimità della sua cima, raggiungibile da un sentiero imboccabile dalla vicina strada delle Vette, vi sono i resti di una stazione meteorologica.
Il monte è coperto quasi interamente da fitti boschi di Faggio e abete bianco, intervallati solo di rado da piccole radure presenti in prossimità della zona sommitale. Dalle sue pendici nasce il fiume Mucone. Sorge tra i comuni di Casali del Manco e Spezzano della Sila, con la cima ricadente nel territorio comunale di Spezzano della Sila.